# 구월아시아드선수촌근린공원

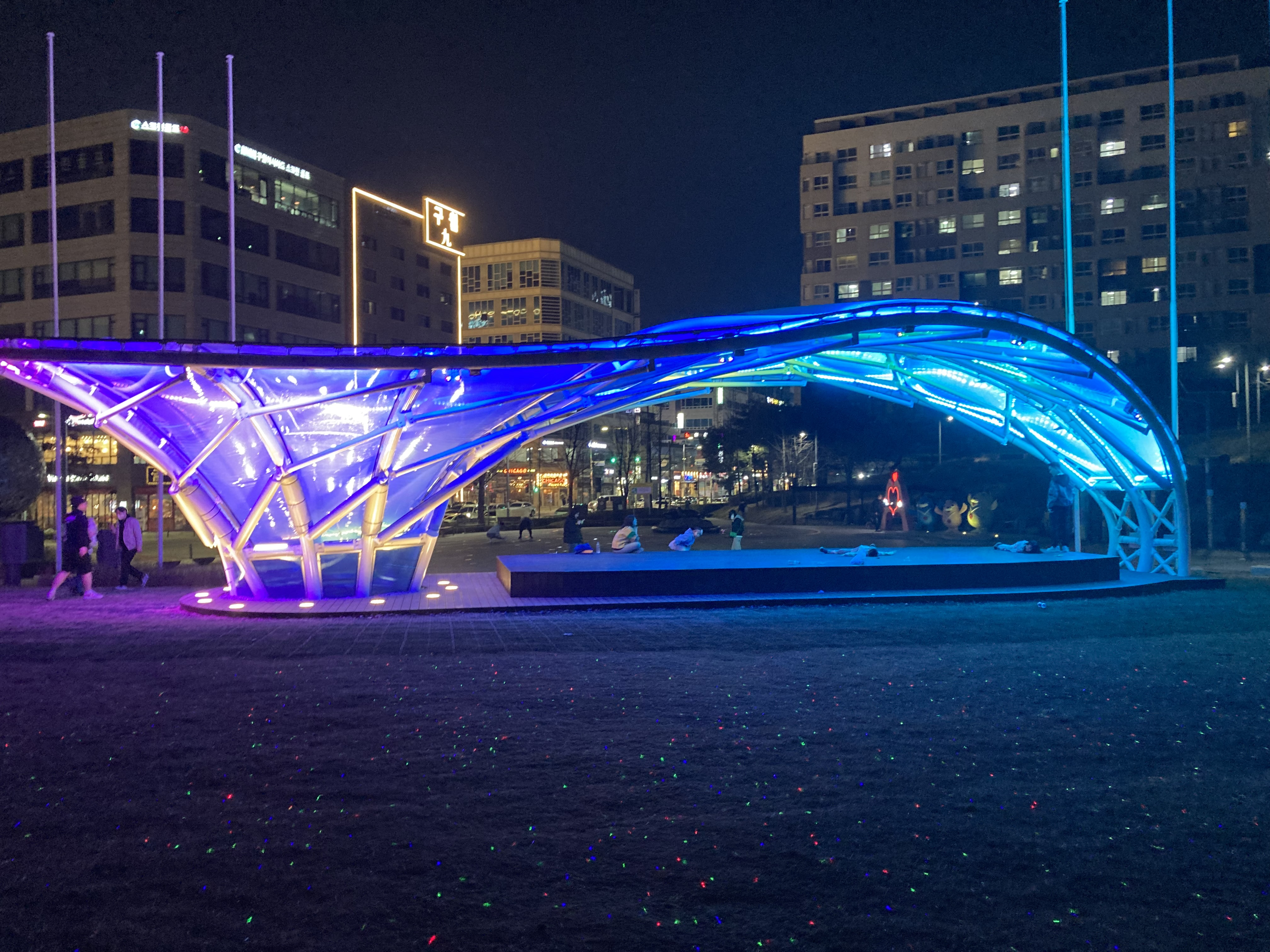
아시아드 근린공원 환영의장 야경

구월아시아드선수촌근린공원은 대한민국 인천광역시 남동구에 위치한 공원이다.

## 개요
2014년 09월 19일 ~ 10월 04일 개최된 아시아올림픽평의회(OCA) 45개국 13,000여명의 선수가 참여한 인천아시안게임을 기념하기 위한 공원단지가 조성되었고, 아시아드근린공원에서 구월아시아드선수촌근린공원으로 개칭 되었다.
- 역사성 : 구월리, 성리, 전재동 등 자연부락의 입지
- 지형 : 산림 구릉지 (공원·녹지 254,039㎡)
- 식생 : 500년된 회화나무(보호수), 녹지자연도 7등급 수림대

## 위치

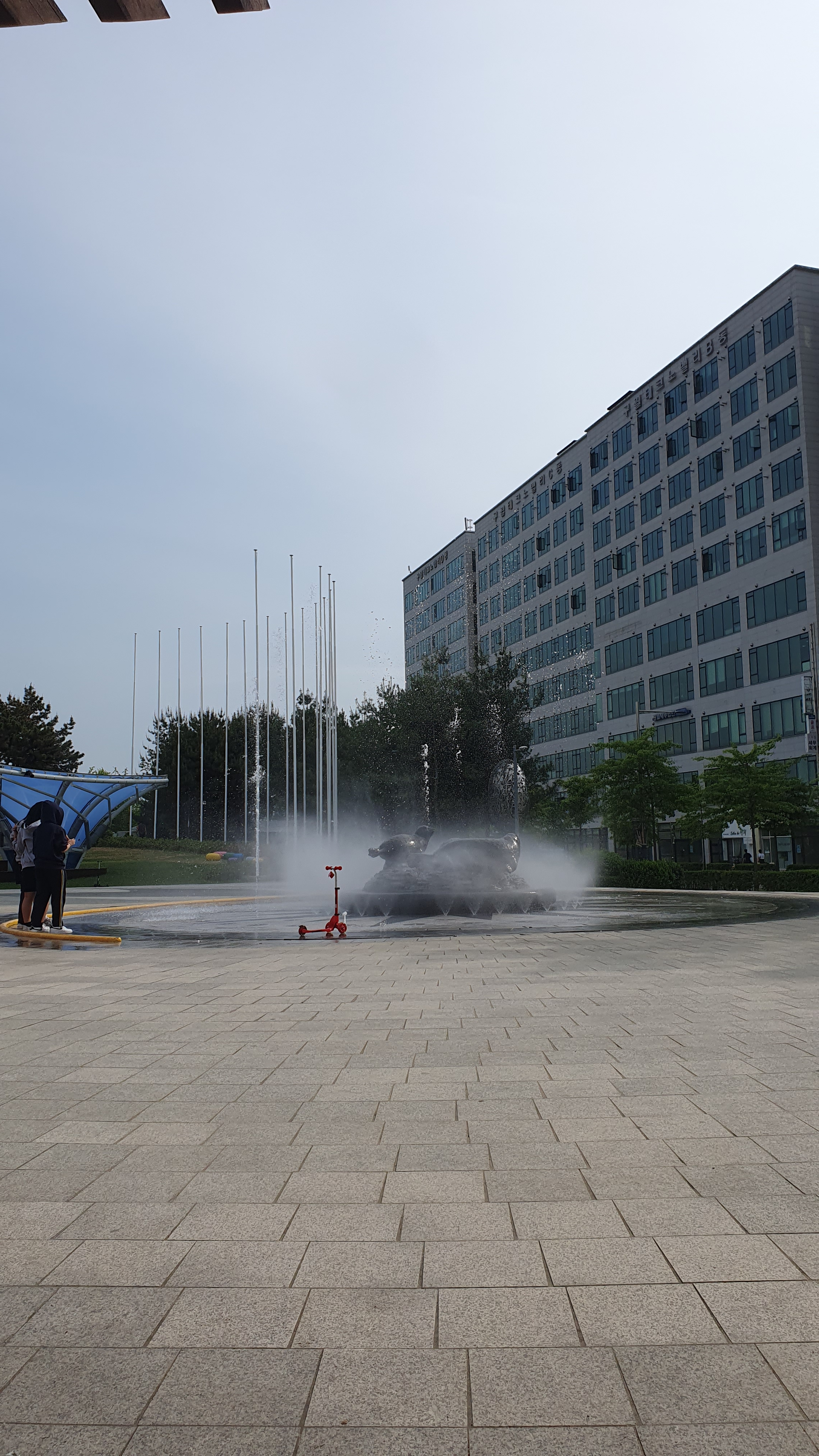
환영의장에 있는 분수대(물개 조형물이 가운데 있다)

주소 : 인천광역시 남동구 선수촌공원로 8 (구월동 1531)
환영의장 분수대의 위치가 메인 공원으로, 야간에 전등된다. 색이 변화되는게 특징이며 바다를 연상한 조형의 특징이 있으며 무대로서 활용하여 각종 남동구 행사에 활용된다.
- 분수(수경시설) 관리는 남동구청에서 관할, 상시관리인이 따로 있고, 공원녹지과에서 담당(032-453-6142)한다.

- 분수대 운영기간 : 매년 5월 ~ 10월까지 매주 화요일 및 우천시 휴무(비오면 운영하지 않는다.)
- 가동시간 : 50분 운영하고 정각부터 10분까지 잠시 정차시간을 갖는다.

4월 초순 인천 벚꽂개화시기에 맞추어 근린공원 전체가 벚꽃으로 물들정도로 장관을 이룬다.
- 2024년 말부터 인천아시안게임 조형물이 환영의장 인근에 복원 되었다.

보호수 : 만국광장 옆 공원
납엽활엽교목의 콩과식물인 500여년된 회화나무 보호수가 자리 잡고 있다. 약 5백년 전 심어졌다 한다. 과거 주나라에서 넘어온 학자들이 자식의 학문적 성과를 기원하는 염원을 담아 심어두었다는 나무로 역사적으로 온동네 사람들이 모여서 제사를 지냈던 당산나무로서의 역할과 구월동의 정기를 담은 나무라 할 수 있다. 보호수로서 생육환경을 남동구청에서 관리하며, 나무 가지의 무게를 지탱하기 위해서 철봉이 배치되어 있는 것을 알 수 있다. 봄-여름철 노란색 꽃이 핀다.

## 사진
놀이터 및 벚꽃시기(3월 말 ~ 4월 중순)

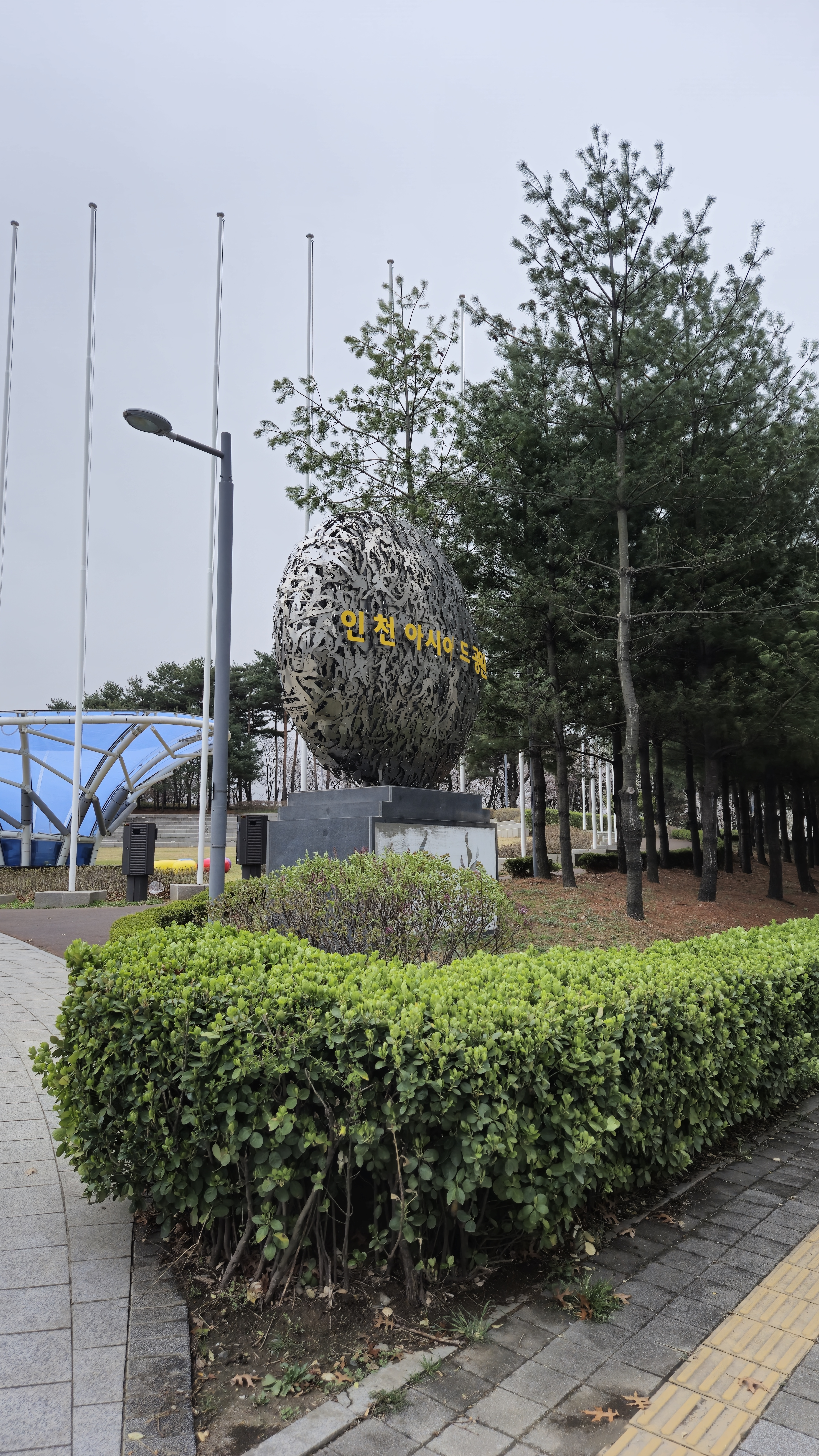
아시안게임 기념조형물(복원됨, 2025년)
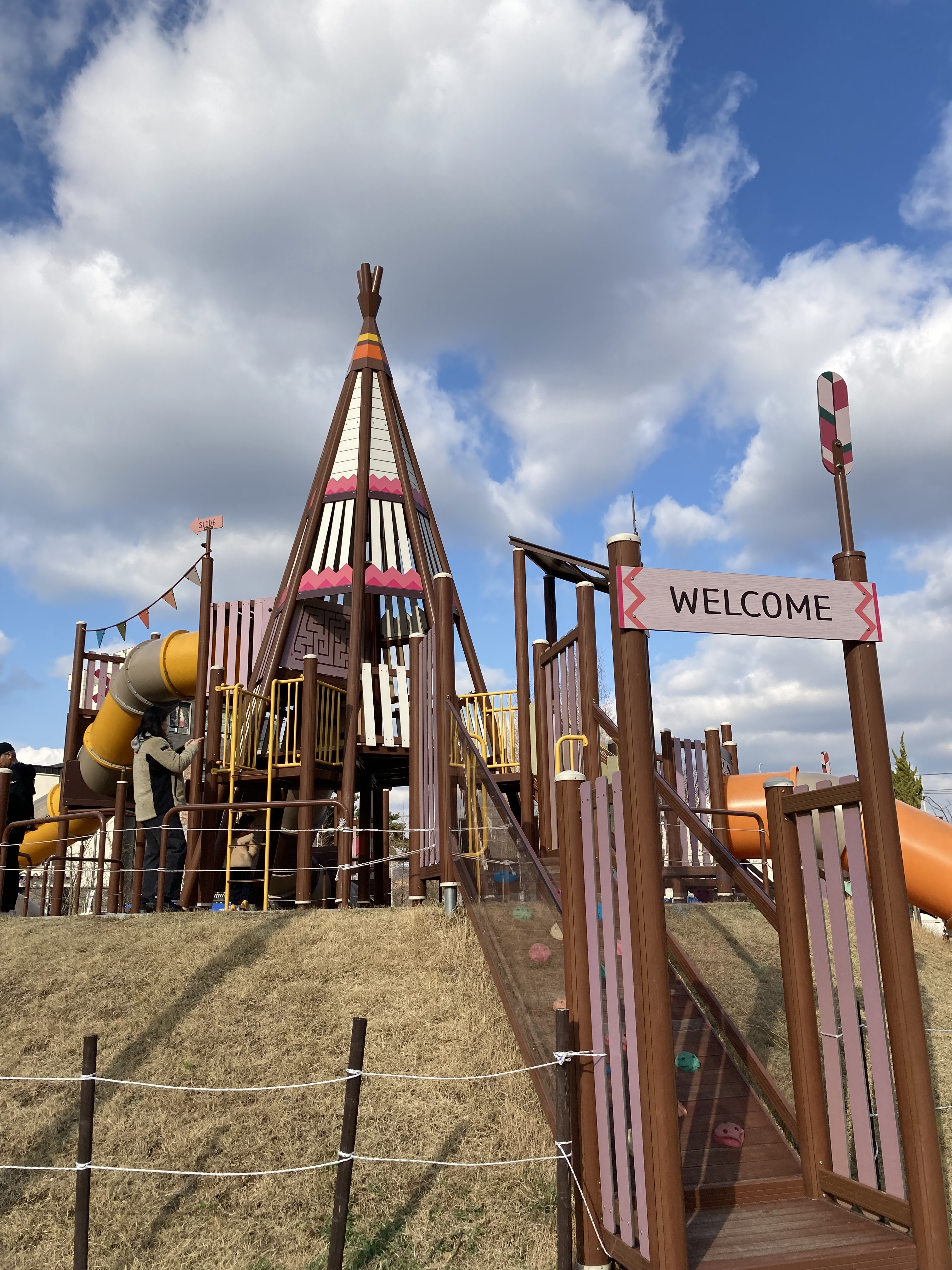
찬우물근린공원 인디언놀이터(근린공원 3호)
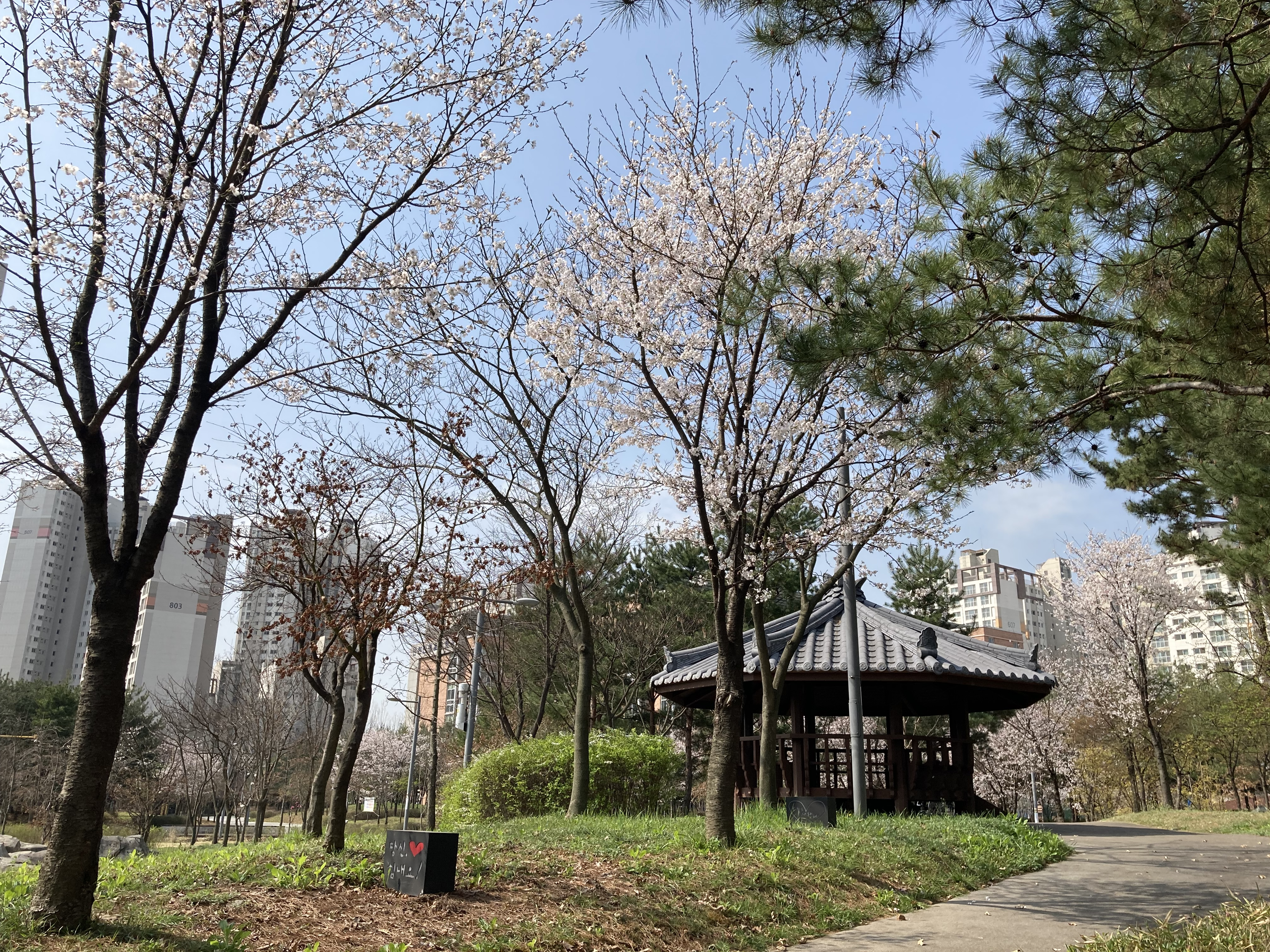
찬우물근린공원 정자(근린공원 3호)
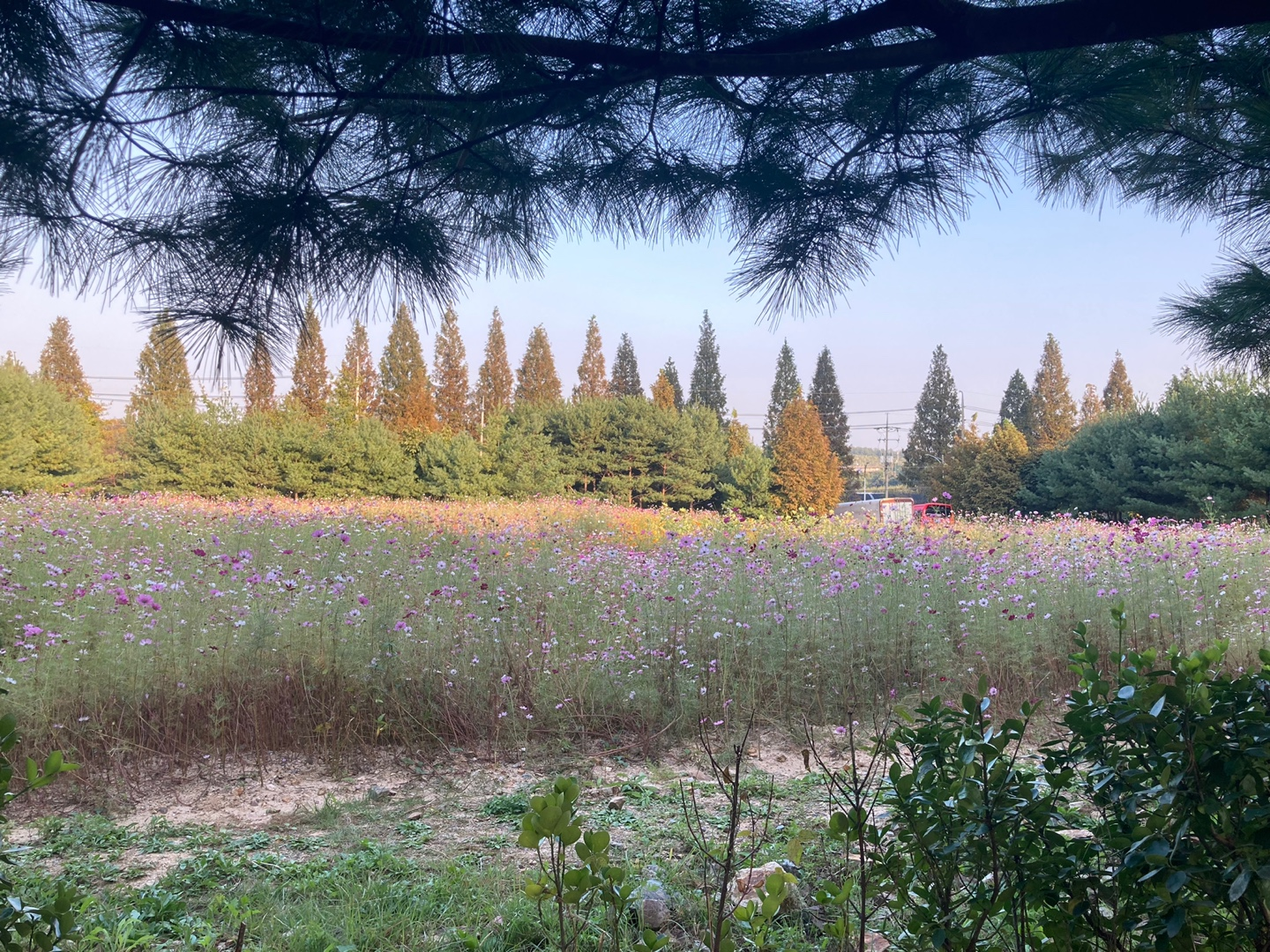
찬우물근린공원 꽃밭(근린공원 3호)
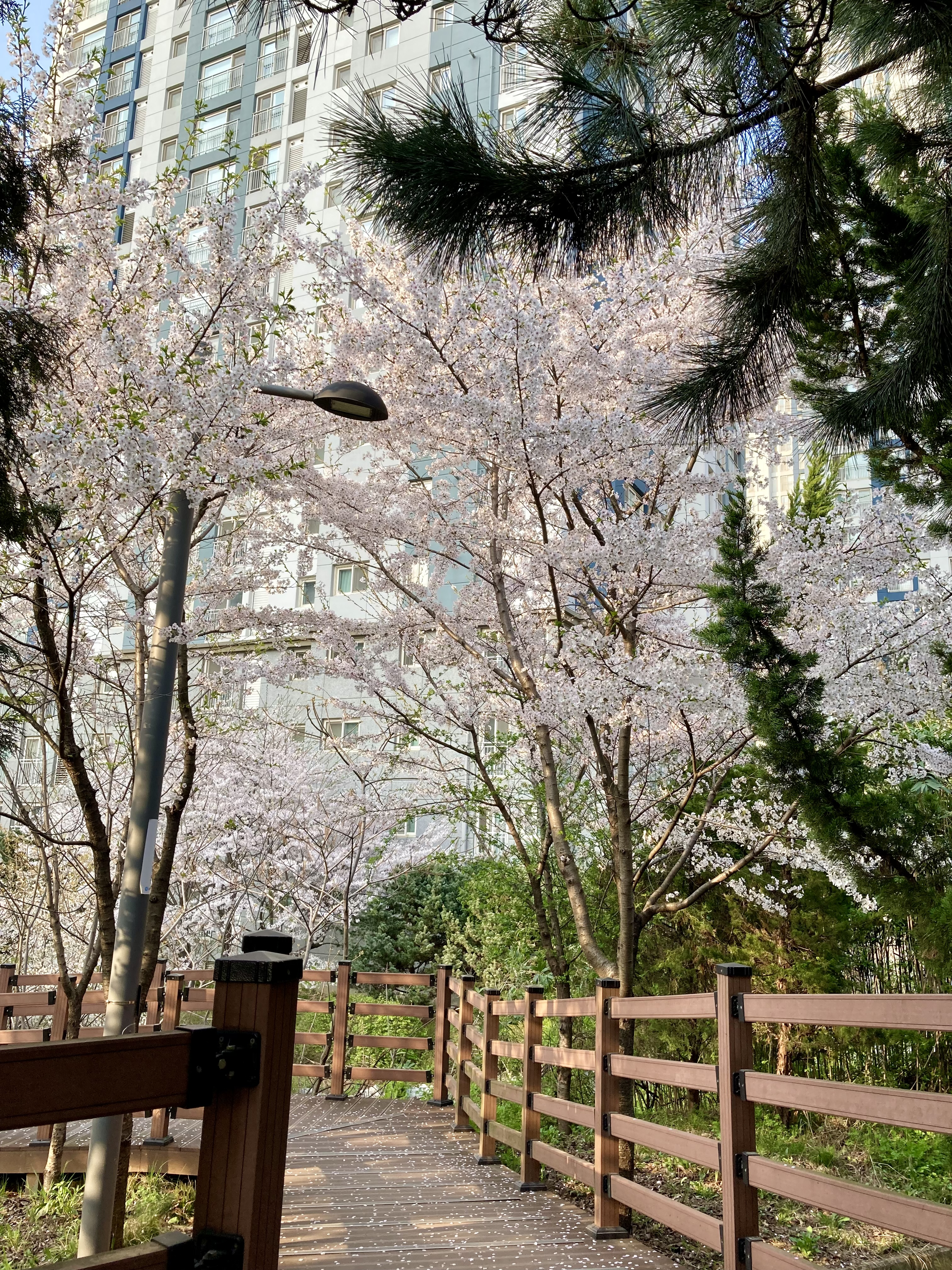
벚꽃계단(근린공원 2호)
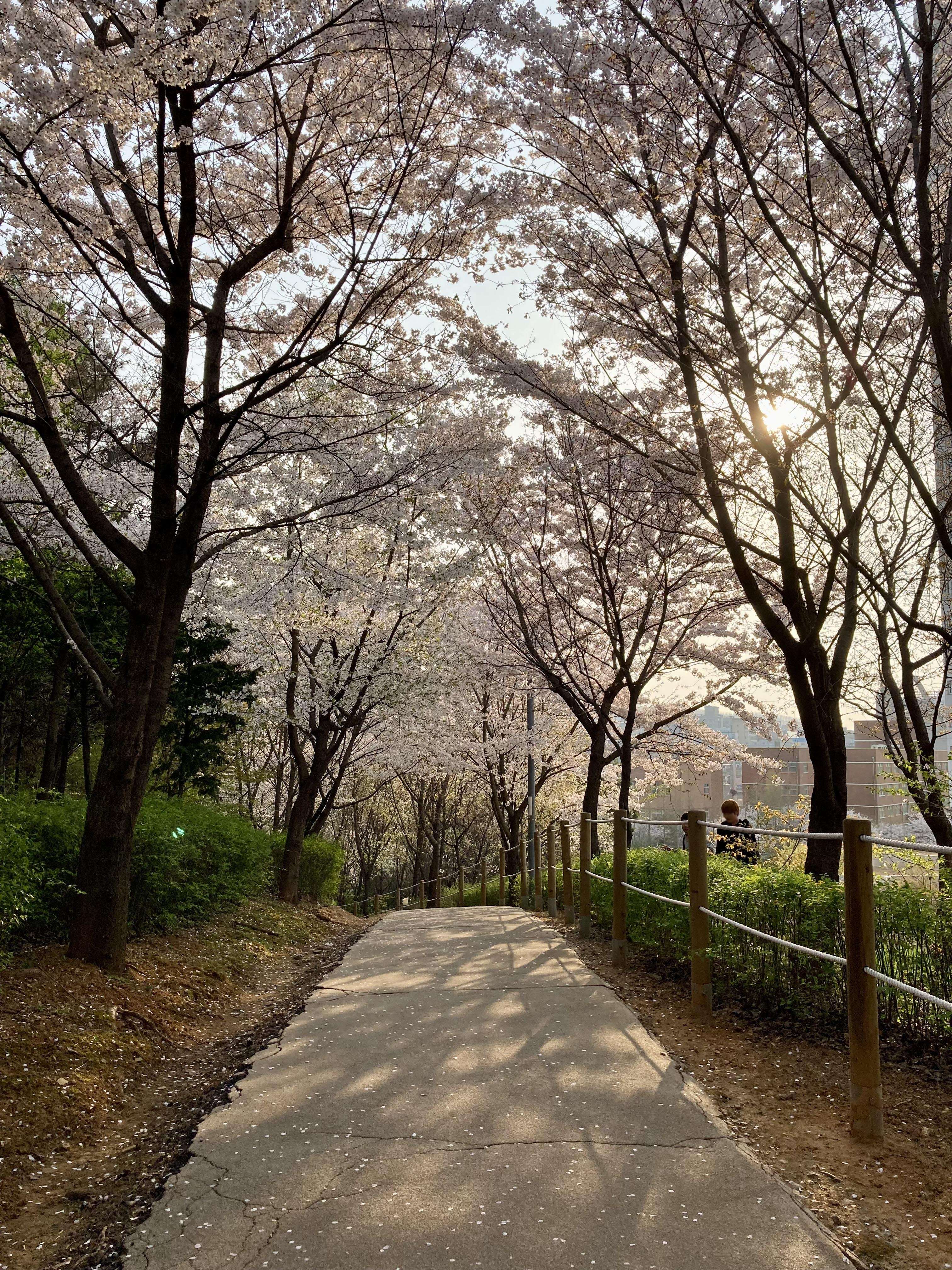
벚꽃길(근린공원 2호)
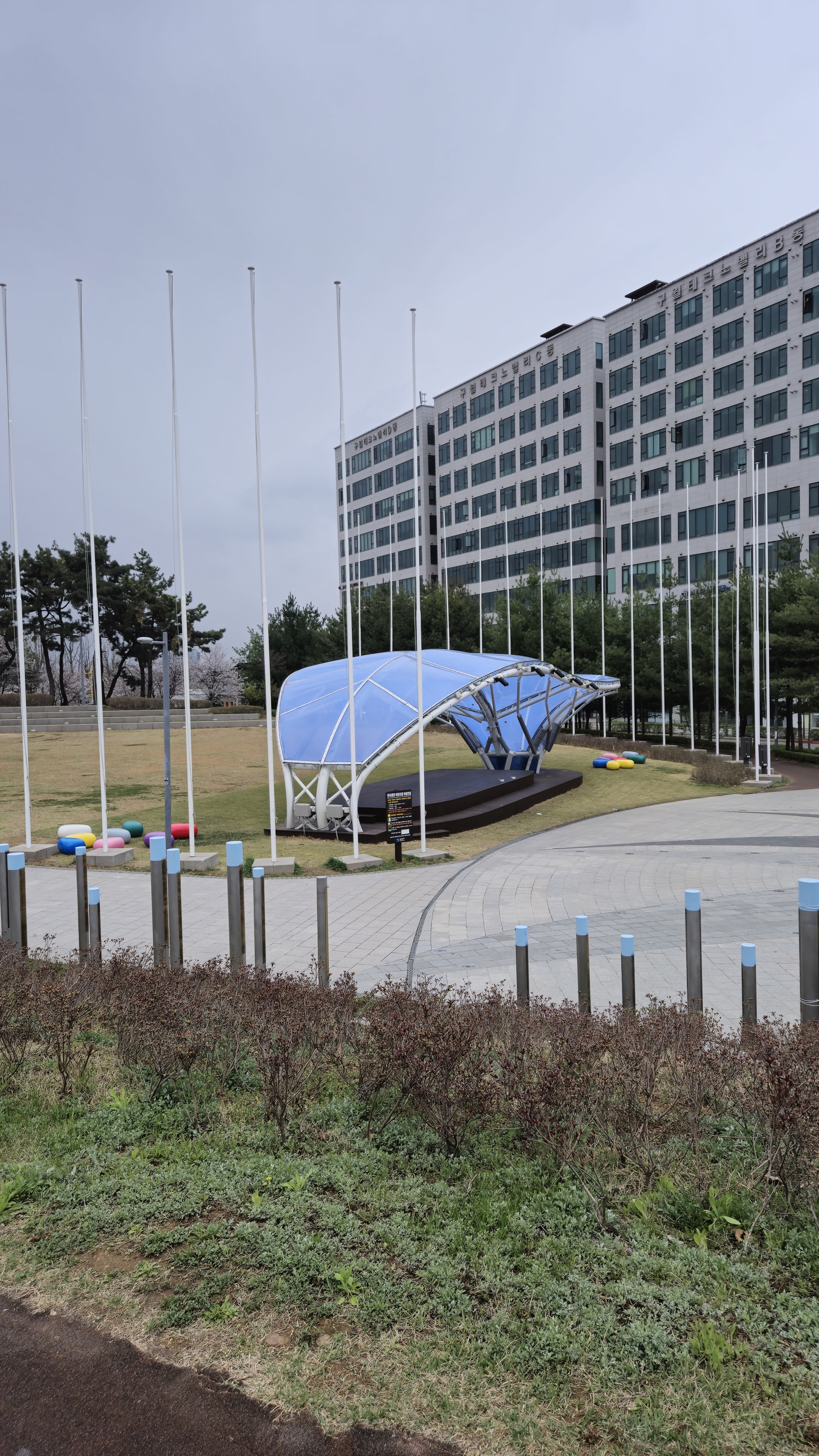
환영의장 전경
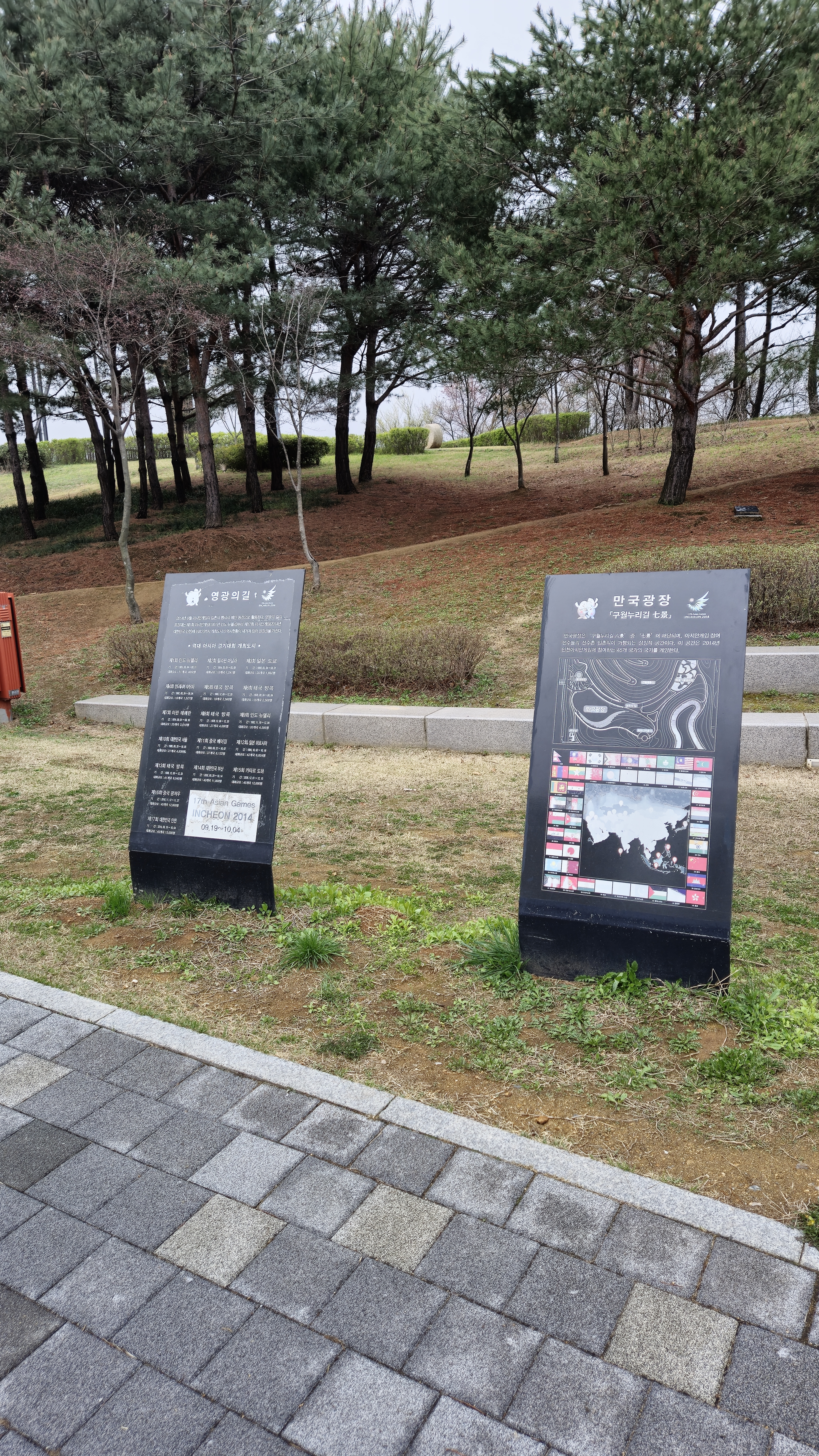
기념 조형물 설명판
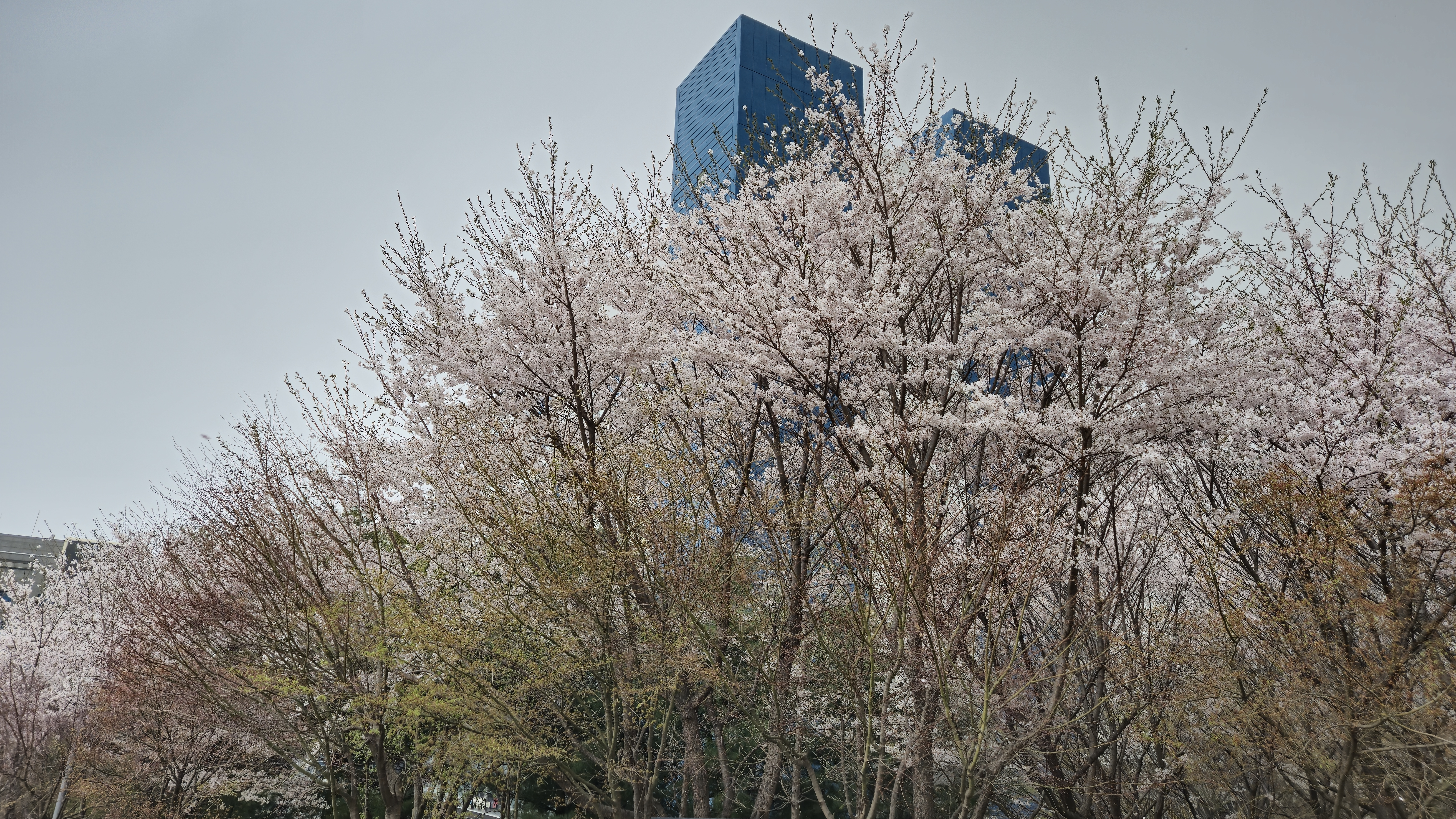
2025년 4월 벚꽃
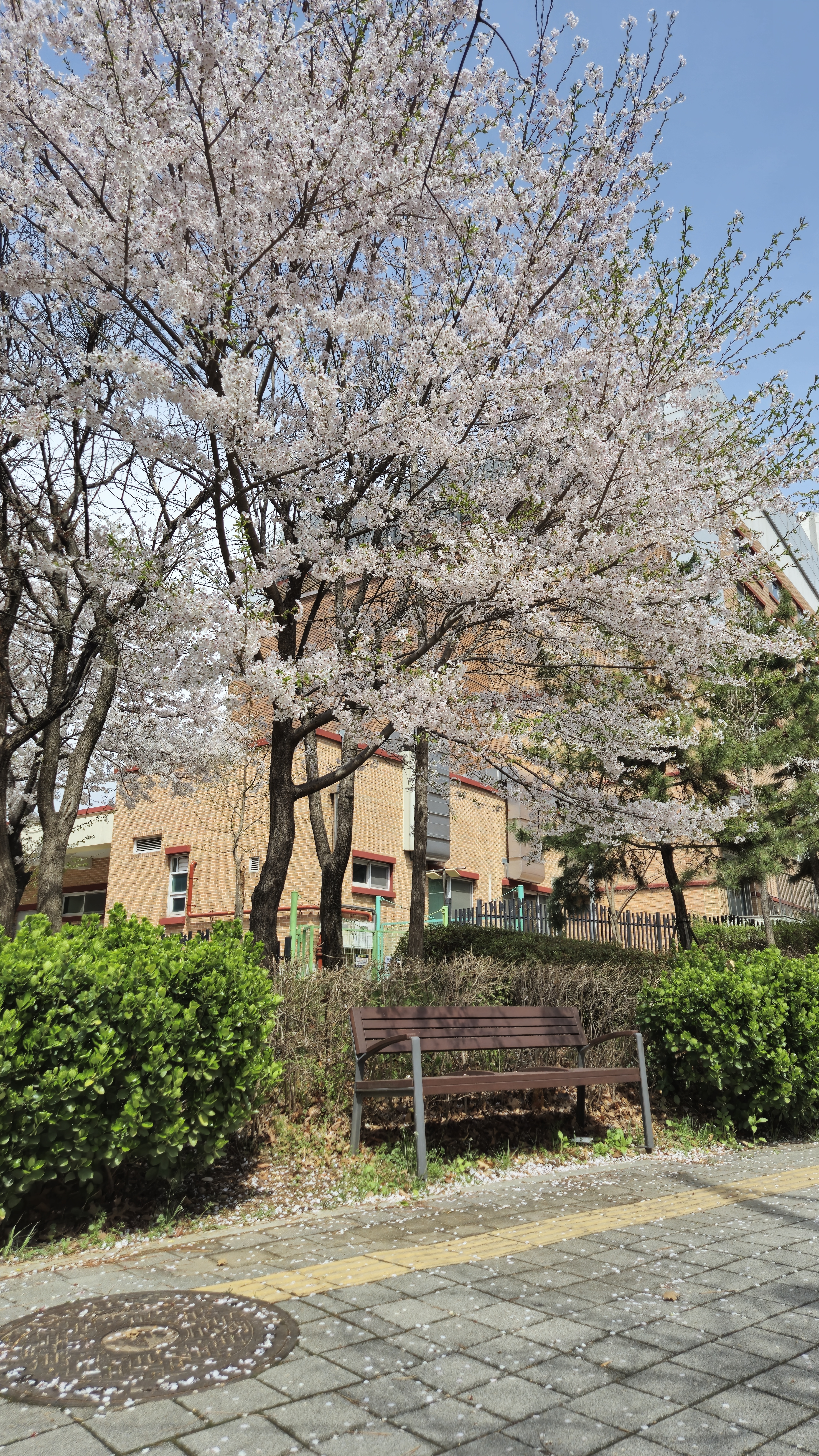
2025년 04월 벚꽃풍경(밴치)

선수촌근린공원 만국광장(4월 중순 ~ 5월 초순)

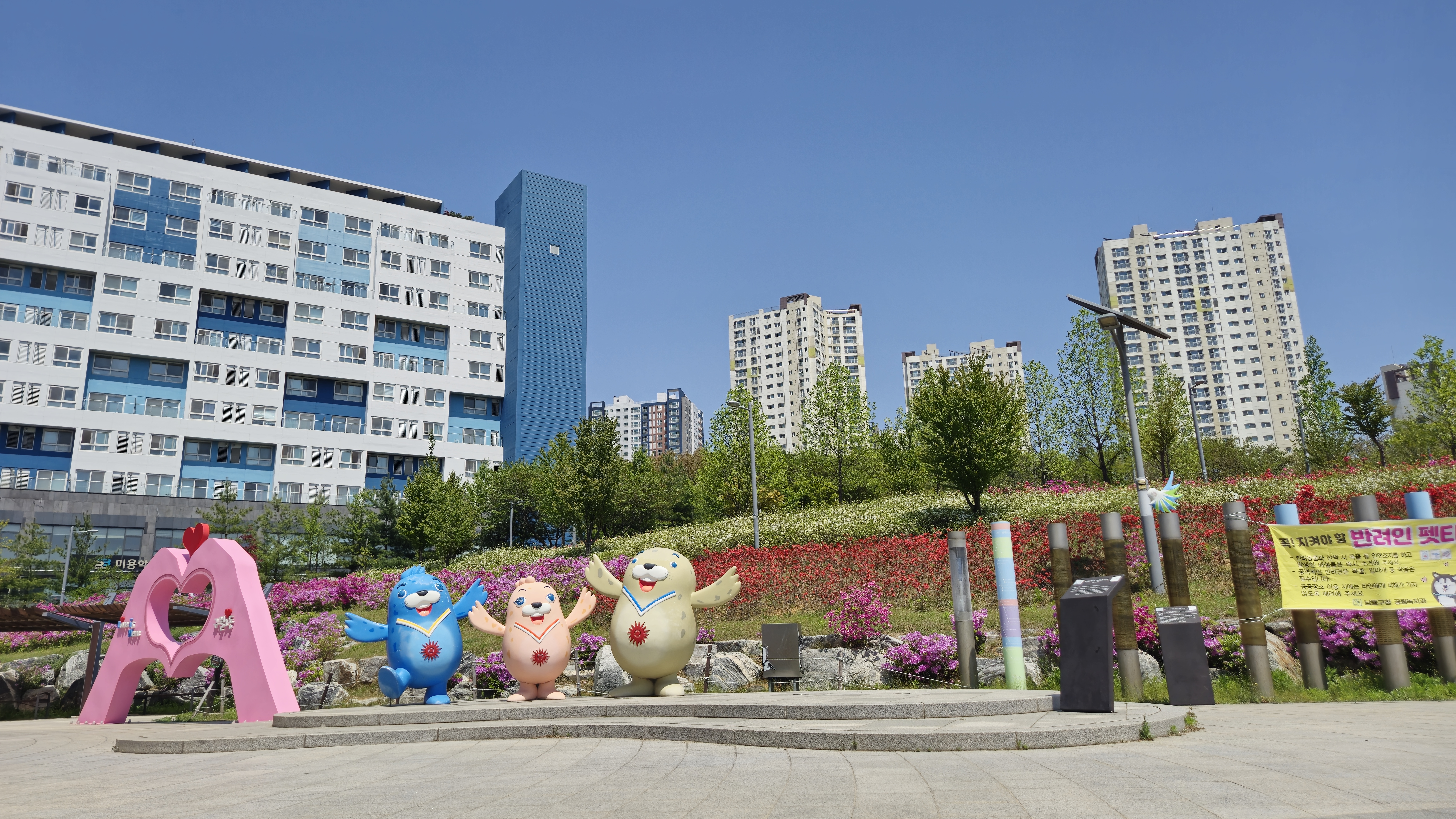
인천아시안게임2014 기념 조형물
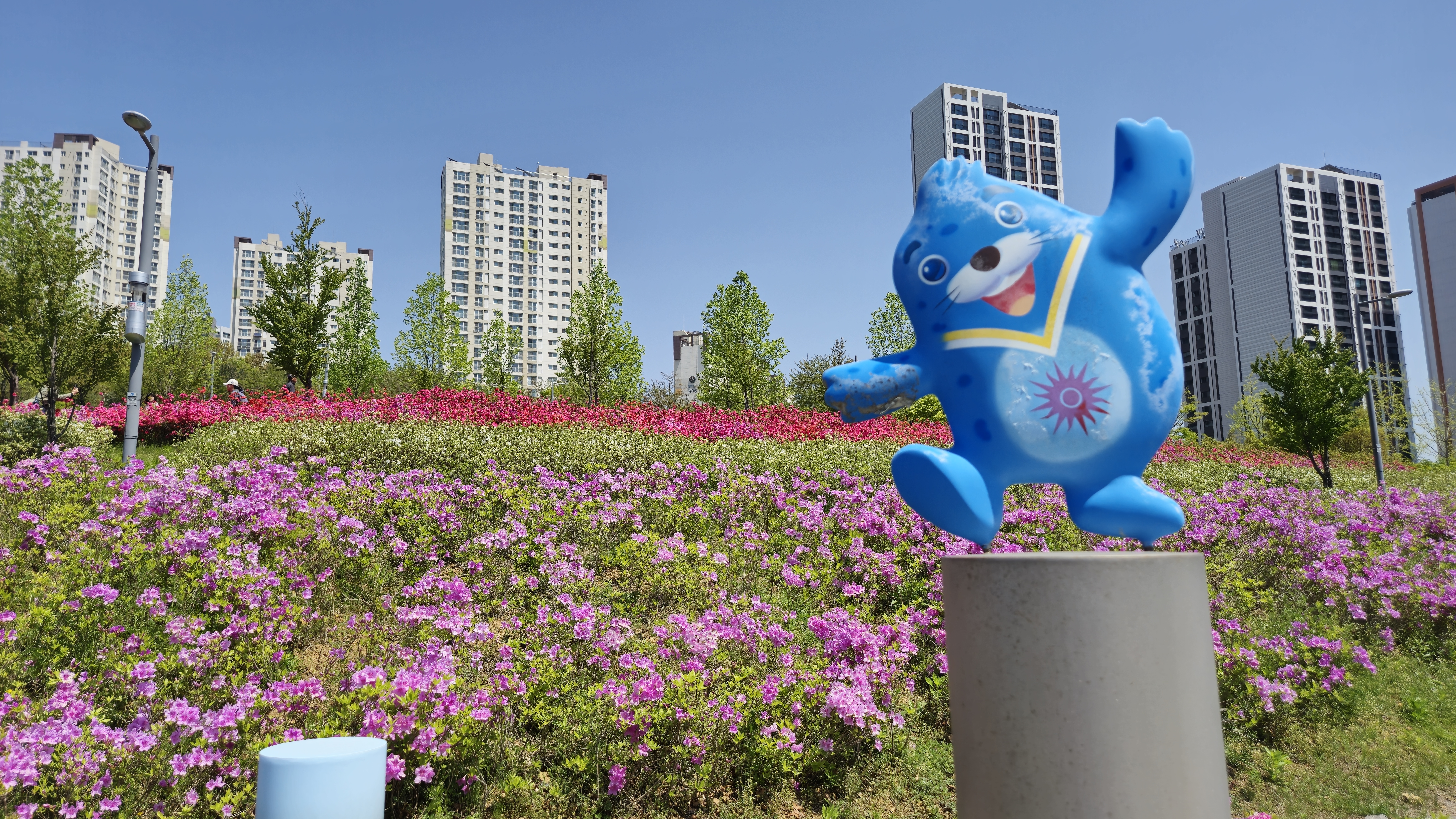
인천아시안게임 마스코트, 바라메
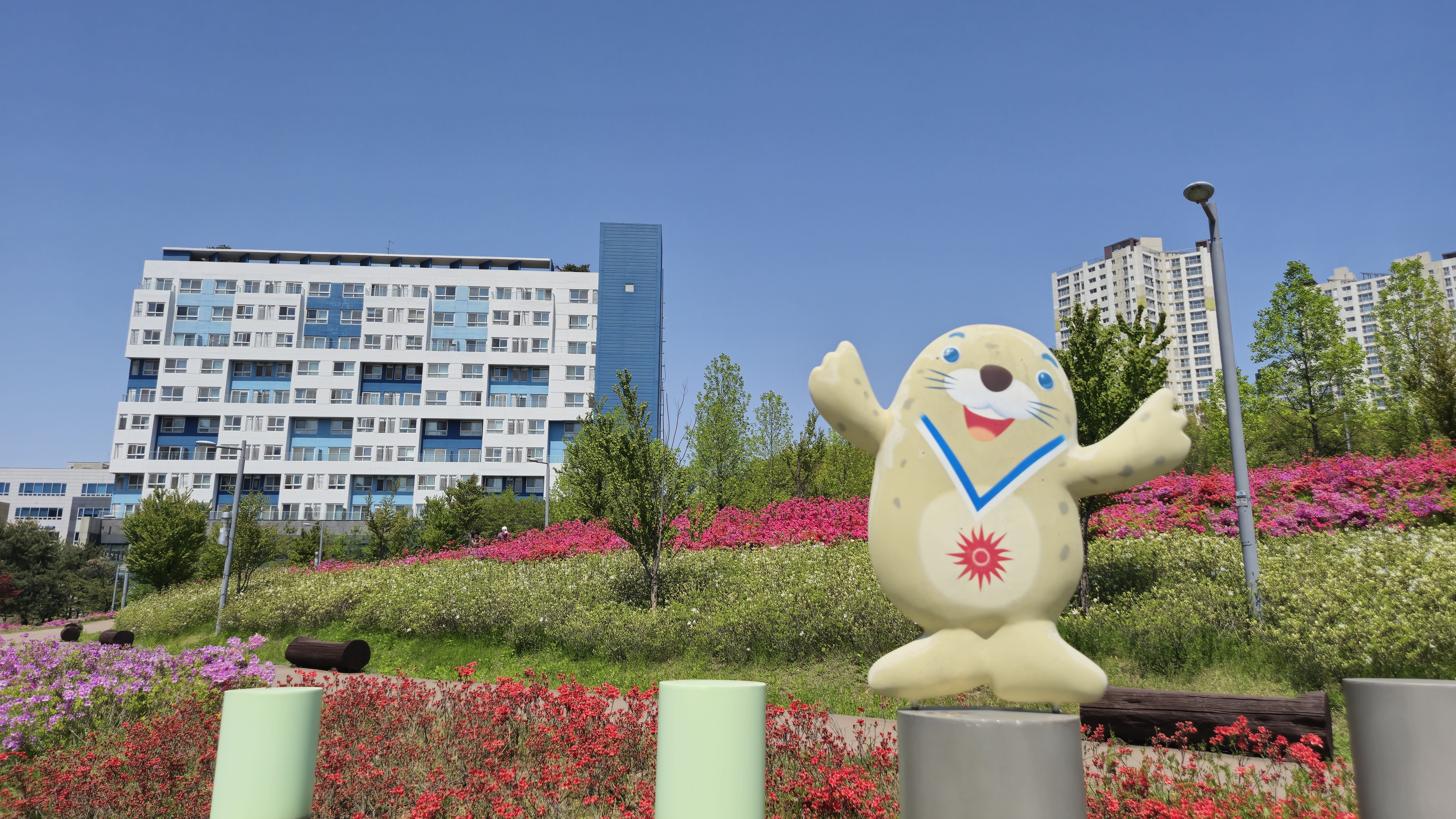
인천아시안게임 마스코트, 비추온
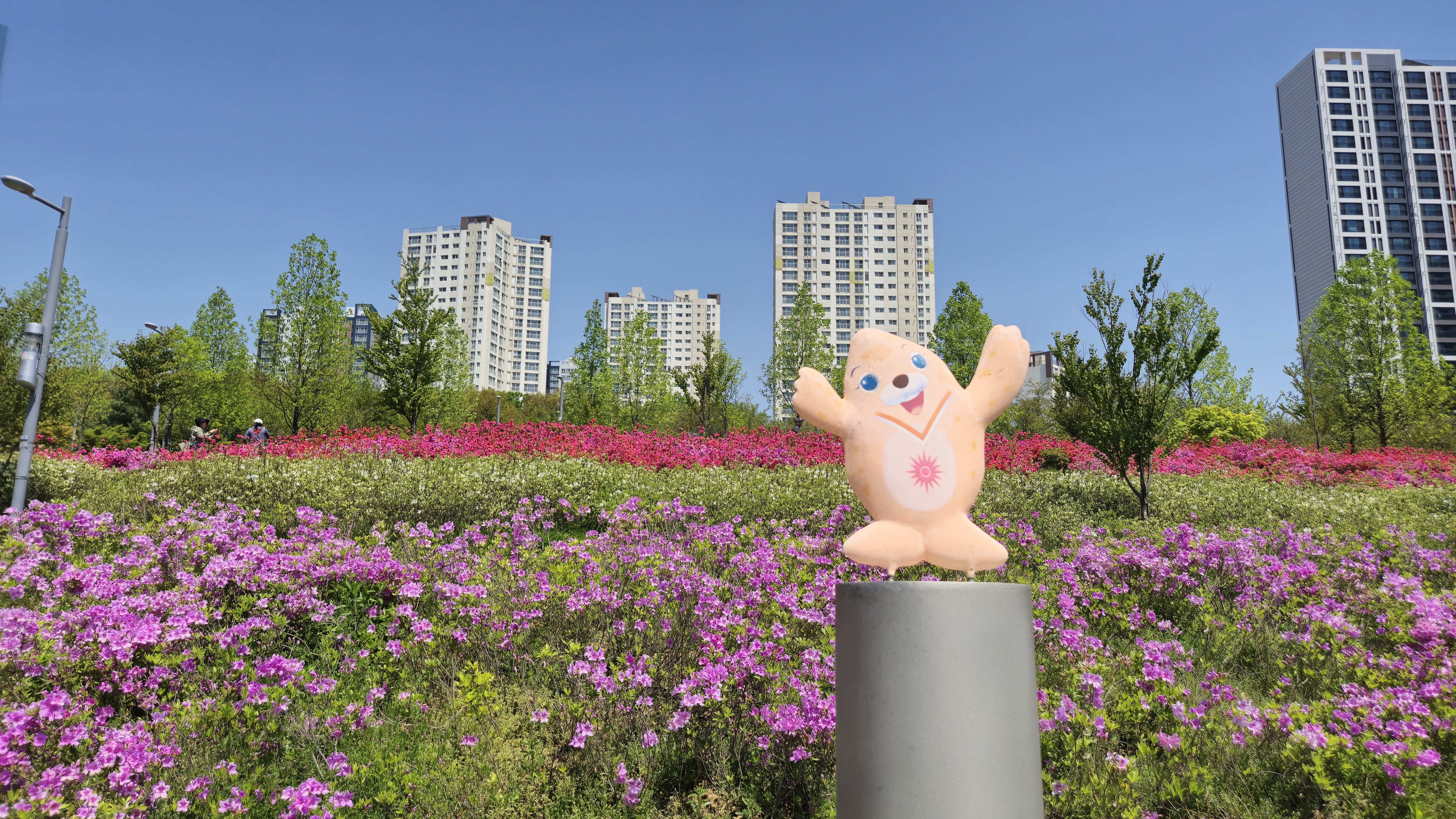
인천아시안게임 마스코트, 추므로
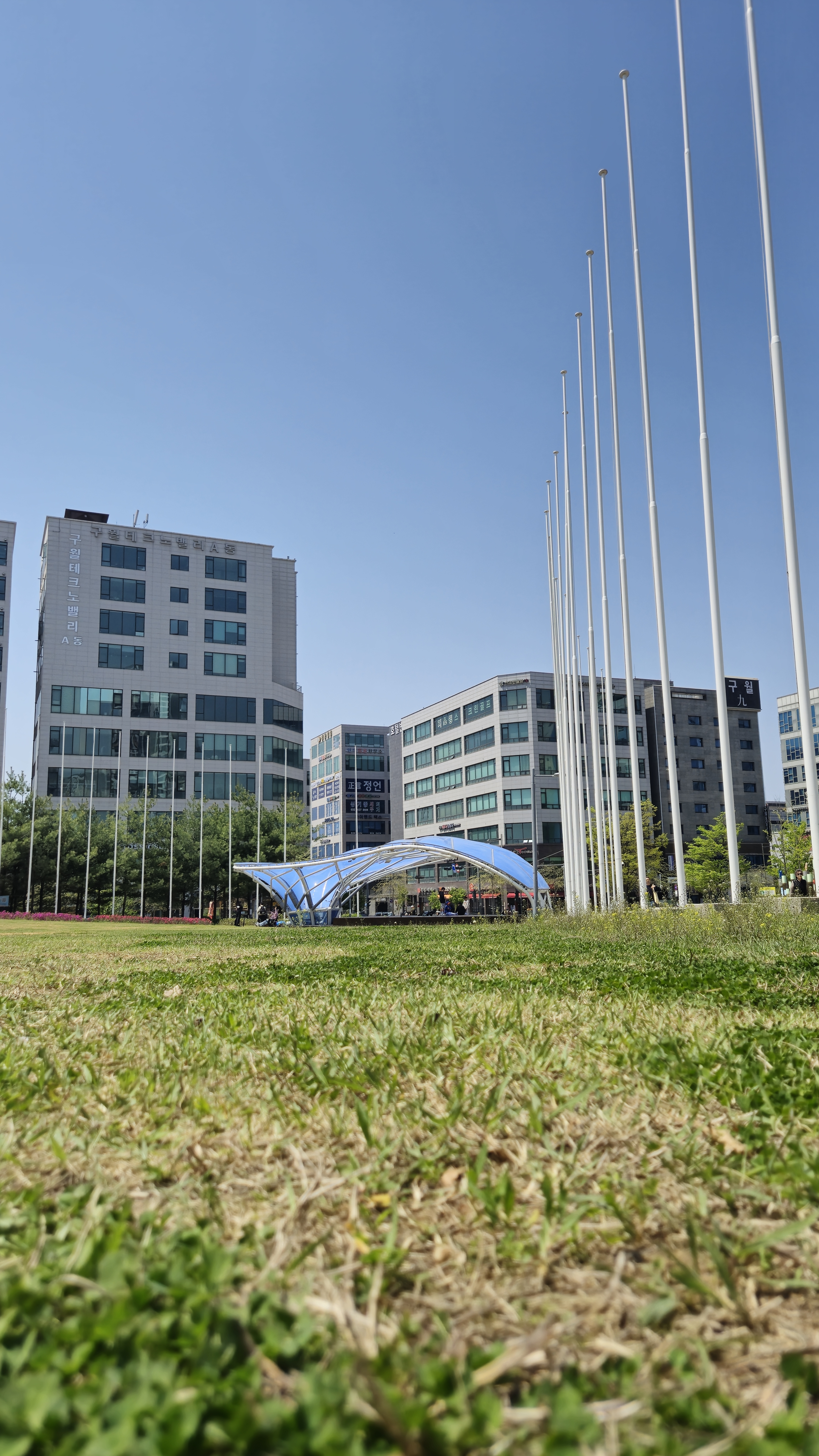
만국광장의 봄(2025년)
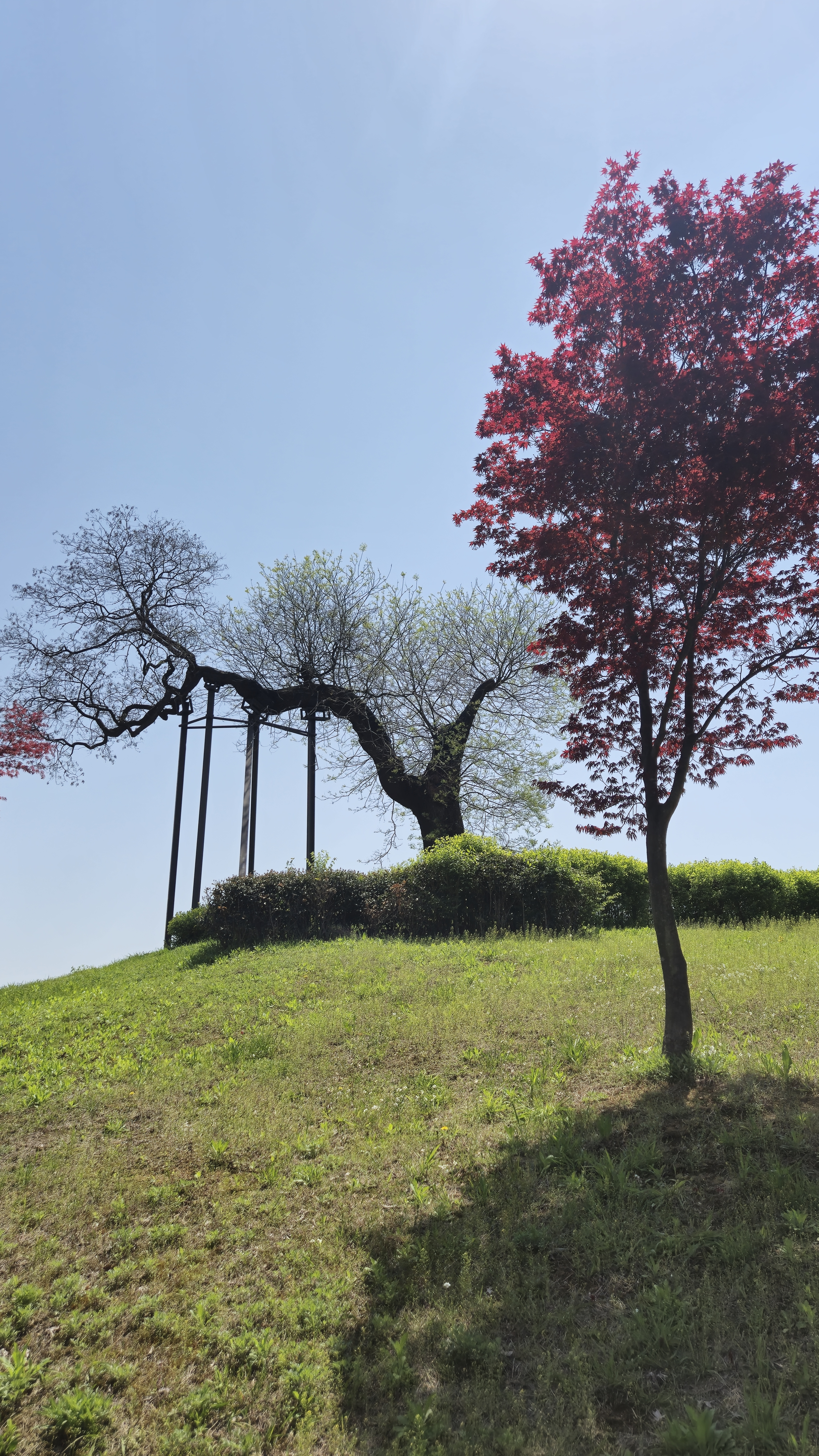
500여년된 회화나무(보호수 4-5-2)
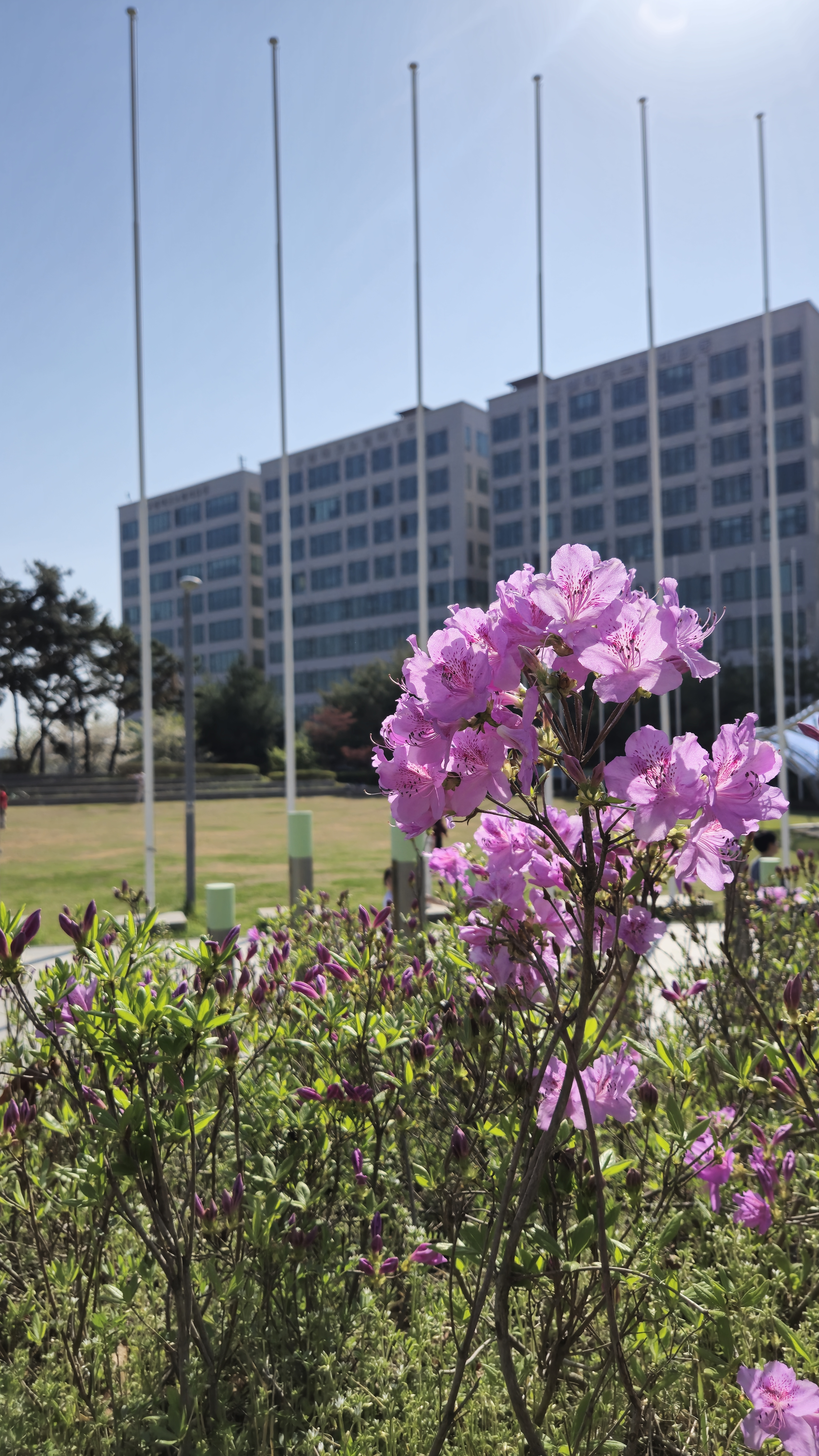
4월 말 ~ 5월 초순 철쭉개화시기
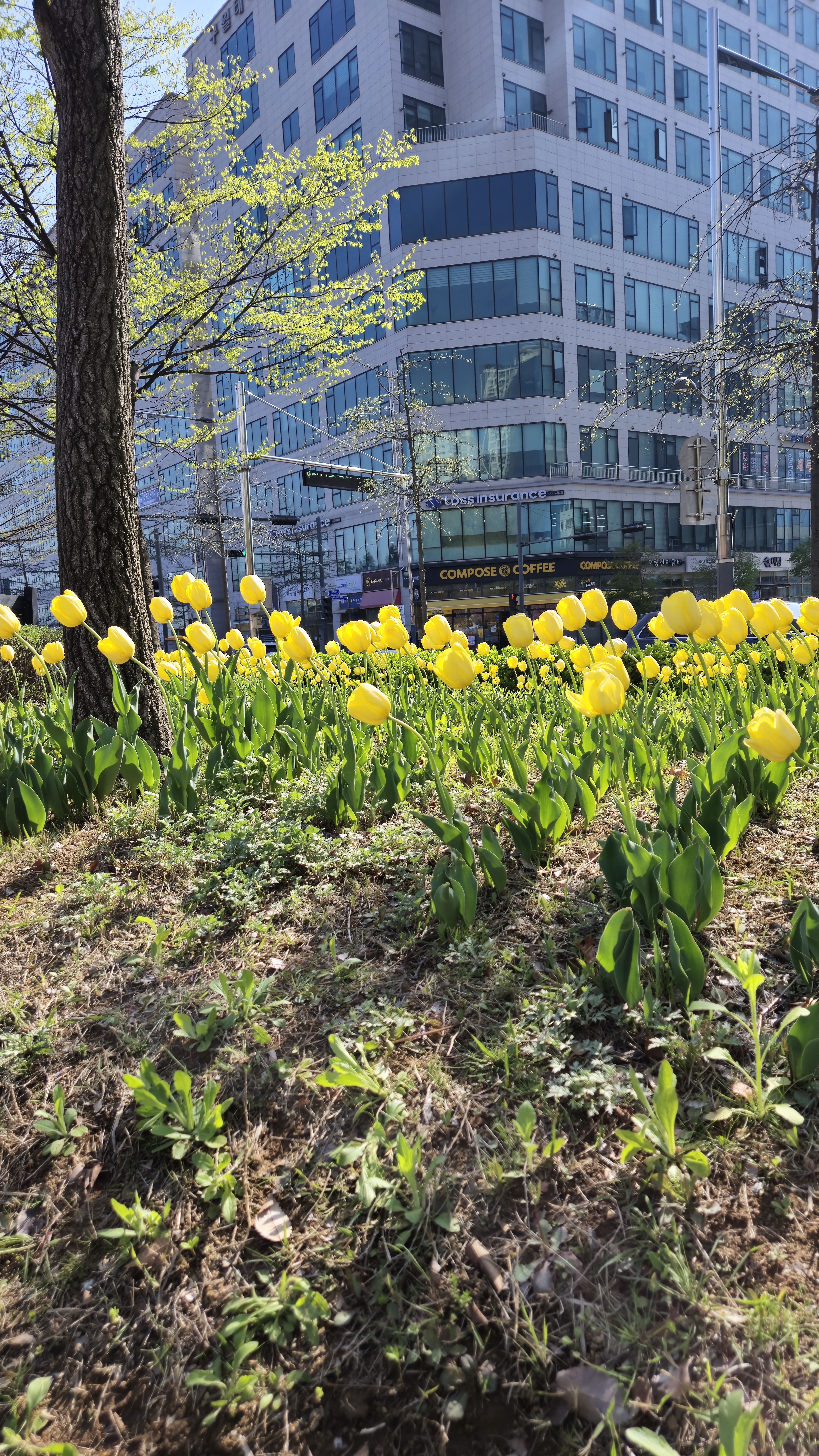
튤립공원
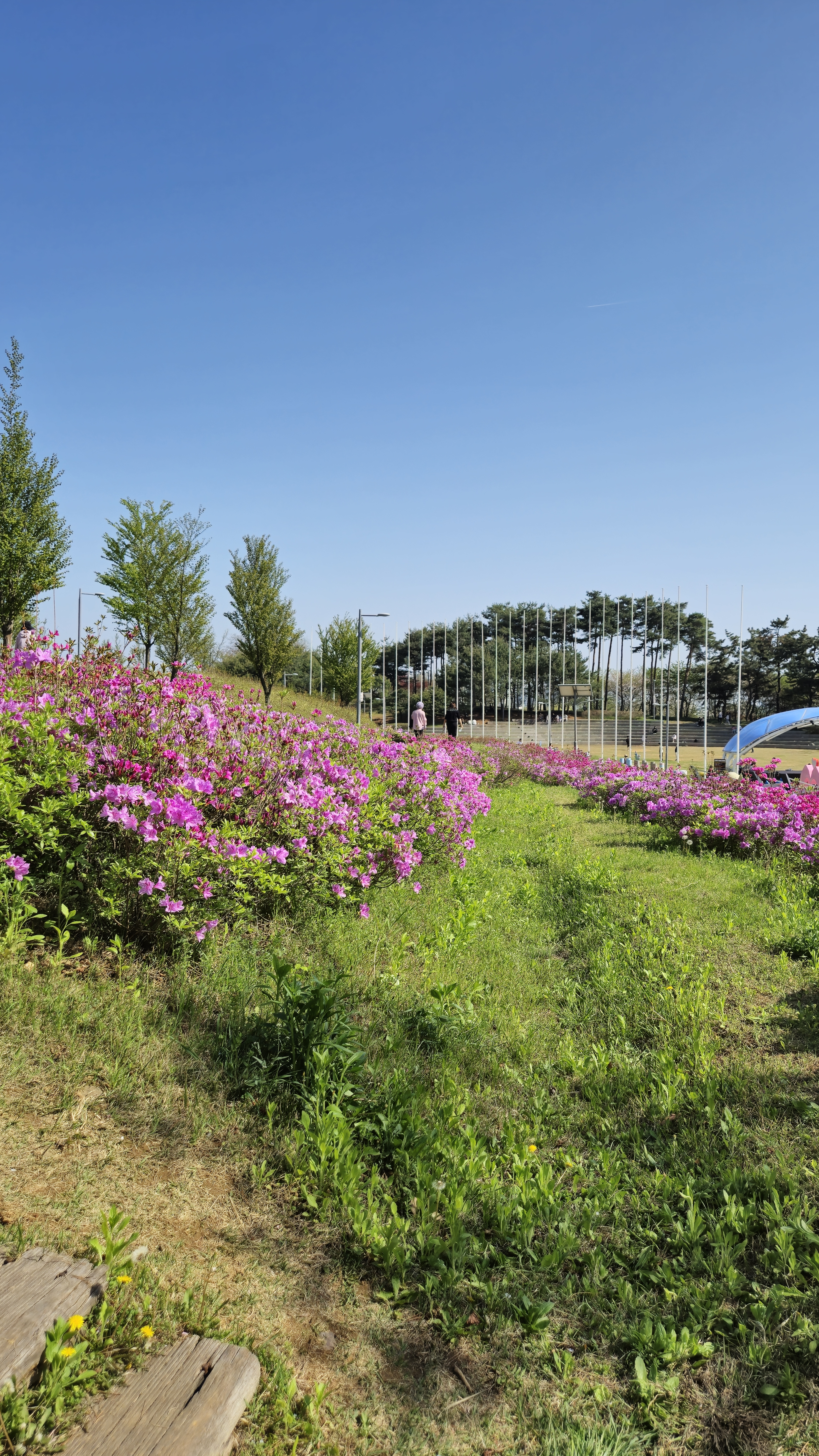
철쭉공원
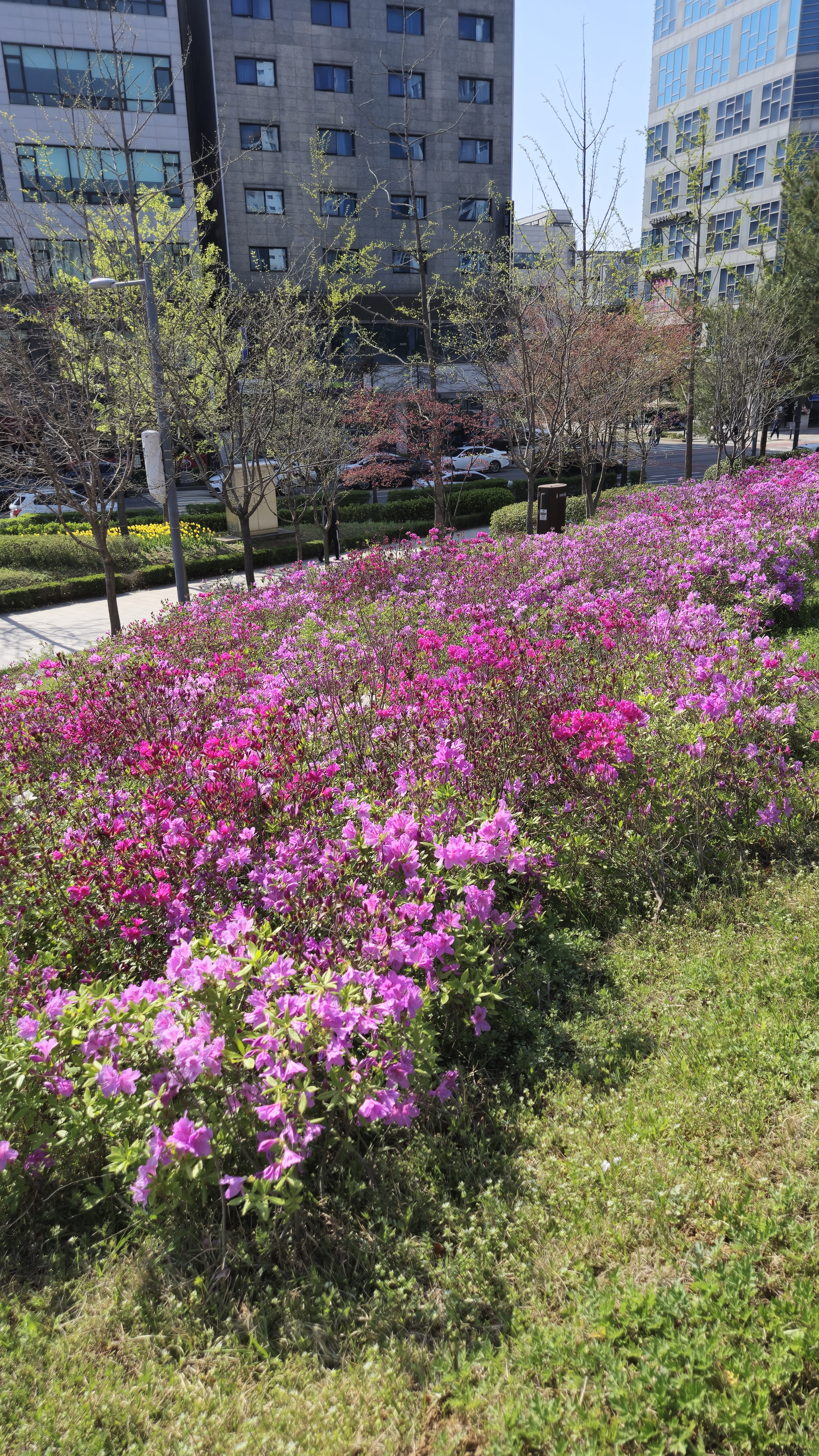
철쭉공원
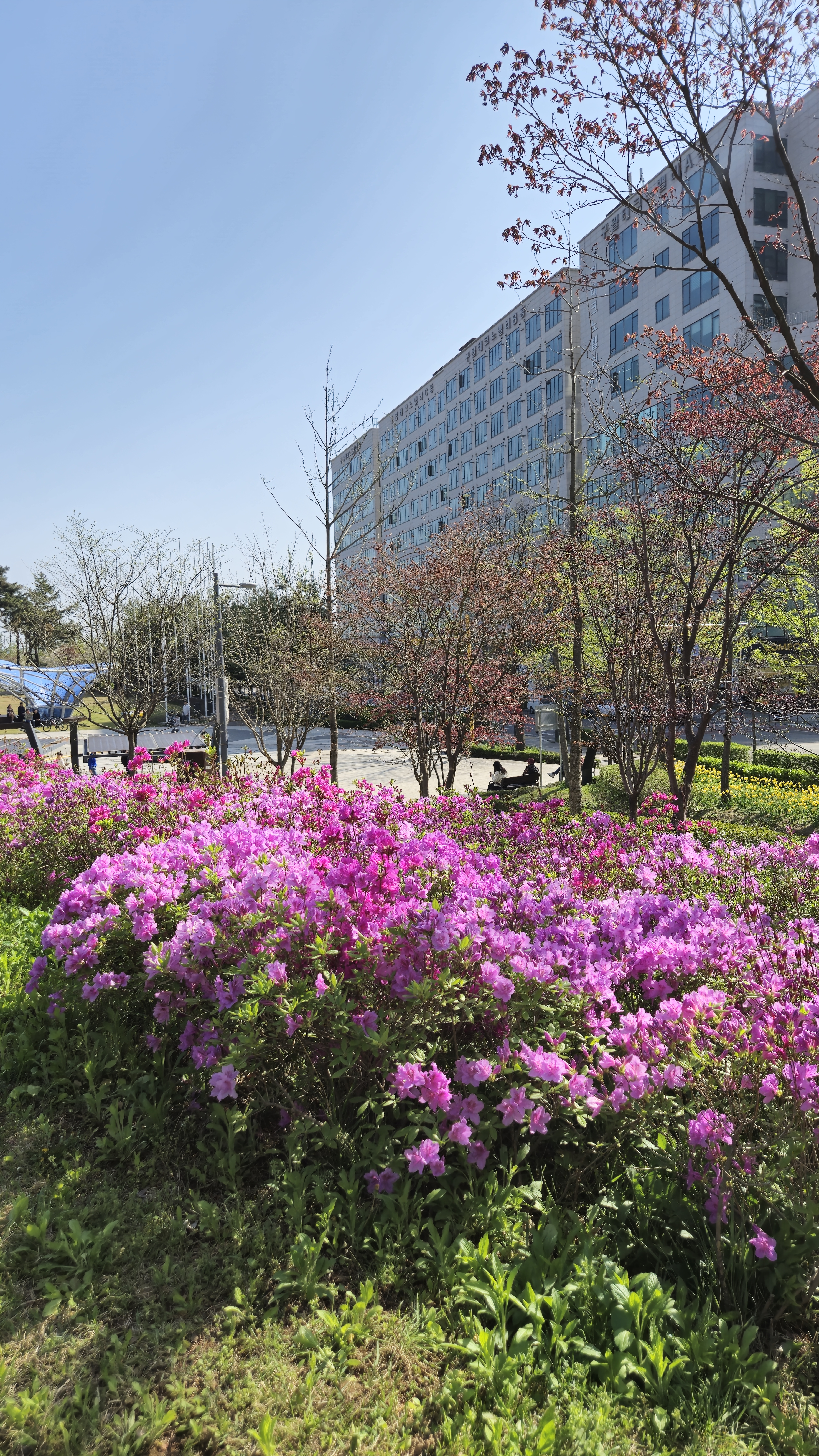
철쭉공원

## 시설

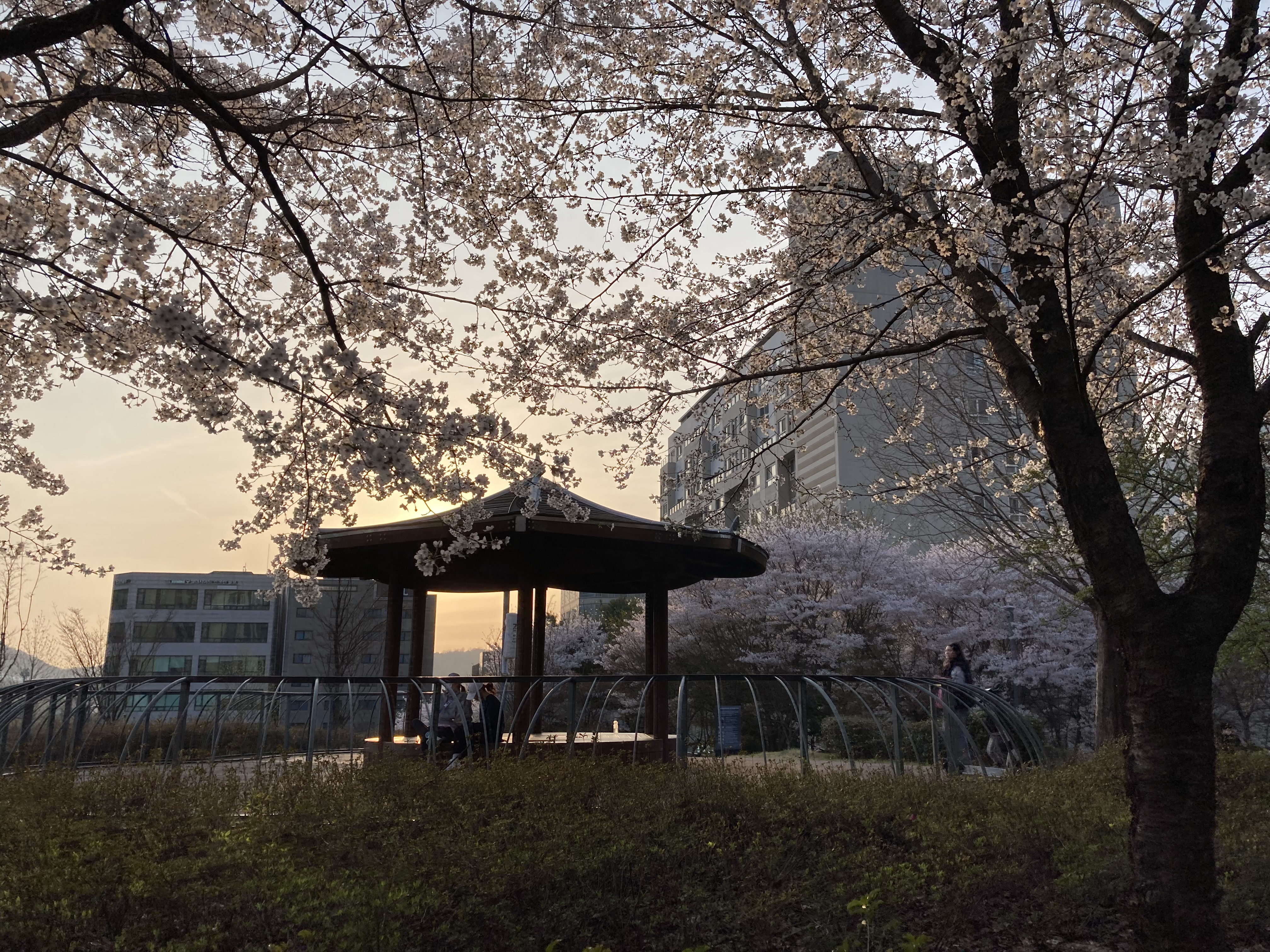
벚꽃이 피는 시기의 근린공원 2호 위치인 아시아드근린공원 벚꽃정자

구월동 시가지 원형로터리에 위치하며, 전재울공원  찬우물공원(문화시설이 아닌 인디언놀이터로 변화), 숲속식물원(억세밭) 등이 함께 위치해 있으며, 원형 물개 분수대의 경우 매년 5월부터 9월 말까지 운영한다. 수령이 500년된 회화나무도 공원에 배치되어 있다.
- 근린공원 1호 : 전재울근린공원
- 근린공원 2호 : 아시아드근린공원(환영의장)
- 근린공원 3호 : 찬우물근린공원(인디언 놀이터)

인천도시공사의 공원녹지와 주거단지 연계 사업에 일환으로 만들어졌으며, 각 공원의 환경조형물들은 몽골, 필리핀, 베트남, 태국, 중국의 AG(아시안게임) 마스코트를 반영해 만들었다 한다. 경기종목들을 형상화한 간판조형물과 대회를 위해 함께 땀흘린 6만명의 이름이 새겨진 143개의 폴대로 구성된 인명 조형물이 설치되어 있다. 기존에 인천아시안게임을 축하하는 기념 조형물이 사라지고 환영의장 무대가 만들어졌다. 2024년 12월 이후 기념물이 환영의장 옆에 복원되었다.
남여 화장실이 있으며, 2024년 현재 환영의장으로 남동구, 구월동, 인천시 행사가 주로 열리는 공간으로 탈바꿈하며, 야간 무대가 신설, 완공된 상태이다.
주차장은 인근 주차타워를 활용하는게 좋다.